# Heiligberg

Karte des Quartiers

Heiligberg ist ein Quartier der Schweizer Stadt Winterthur südlich des Stadtzentrums. Es bildet zusammen mit den Quartieren Altstadt, Lind, Tössfeld, Brühlberg und Neuwiesen den Stadtkreis 1 (Stadt).

## Geografie
Heiligberg ist das Quartier südlich der Altstadt. Dadurch, dass es auch einen Teil des Stadtwalds Eschenberg im Süden umfasst, ist das Quartier nach Neuburg und Deutweg das flächenmässig drittgrösste der Stadt.
Die Grenze zur Altstadt verläuft dabei entlang der Technikumstrasse und der Zeughausstrasse. Der Grenzverlauf zum Stadtkreis Mattenbach (Quartiergebiet von Deutweg) im Osten verläuft gezackt entlang und zwischen Quartierstrasse und erstreckt sich durch den Eschenberg, wobei der grösste Teil des Wildparks Bruderhaus noch zum Quartiergebiet zählt. Im Leisental bildet die Töss den südlichen Grenzverlauf zur Gemeinde Illnau-Effretikon sowie zum Quartier Rossberg, das zum Kreis Töss gehört. Die Mündung der Kempt markiert im Westen den Grenzverlauf zwischen Rossberg und dem ebenfalls zu Töss gehörenden Quartier Eichliacker. Die Grenze verläuft danach weiter entlang der Bahnstrecke Winterthur–Zürich bis zum Bahnhof, wobei die Bahnanlagen selbst noch zum offiziellen Quartiergebiet zählen. Rund 200 Meter südlich der Abzweigung der Bahnstrecke Winterthur–Koblenz beginnt dann der gemeinsame Grenzverlauf mit Tössfeld, das wieder zum Kreis Stadt gehört.

## Bildung
Speziell am Stadtkreis Heiligberg – gemessen an seiner Grösse – ist, dass die nächsten Primarschulhäuser, Tössfeld sowie Geiselweid, beide ausserhalb des Quartiers liegen. Weiter gibt es den Kindergarten Vogelsang und mit dem Kindergarten Breite einen weiteren Kindergarten in unmittelbarer Nähe, der aber zu Mattenbach gehört. Das Sekundarschulhaus Heiligberg befindet sich zentral im Quartier. Weiter befindet sich beim Frohbergpark die Freie Schule Winterthur, die Angebote ab der 6. Primarstufe bis zur Sekundarstufe A hat. In der Nähe der Altstadt, aber noch auf Quartiergebiet bestehen mit der Kantonsschule Büelrain sowie dem Technikum (ZHAW) auch weiterführende Bildungsangebote.

## Geschichte
Auf dem Heiligberg, so der Name der Erhebung direkt oberhalb der Altstadt, stand im Mittelalter einerseits das 1225 bis 1227 von den Grafen von Kyburg gegründete Chorherrenstift Heiligenberg, das bis zu seiner Aufhebung 1525 im Rahmen der Reformation bestand. In direkter Nachbarschaft stand im 13. Jahrhundert auch der Winturm, der 1263/1264 von der städtischen Bevölkerung geschleift wurde und gemäss dem Stadtrecht von Winterthur danach nicht wieder aufgebaut werden sollte. Ebenfalls bereits im Mittelalter bestand die Einsiedelei im heutigen Wildpark Bruderhaus.
Daneben wurde das Gebiet zwischen der Altstadt und dem für die Versorgung mit Holz wichtigen Stadtwald Eschenberg vor allem landwirtschaftlich benutzt. Von der frühen Nutzung des Gebiets zeugt auch die tief eingeschnittene Hohlgasse der Turmhaldenstrasse, deren Entstehung auf das Frühmittelalter datieren dürfte.
Erste modernere Wohnbauten entstanden im 18. Jahrhundert, als die Stadt auch ausserhalb der Altstadt zu wachsen begann. Eine der ältesten Wohnbauten ist dabei das Haus zum Schanzengarten aus dem Jahr 1740. Weitere frühe Anwesen aus dem 18. und 19. Jahrhundert waren das Gut (1767, abgebrochen), die Villa Büel (1860), die Villa Frohberg (1868) oder die Villa Sulzer-Grossmann (1894, 1933 abgebrochen). 1903 entstand die Villa Sonnenberg, die heute ein Altersheim beherbergt.

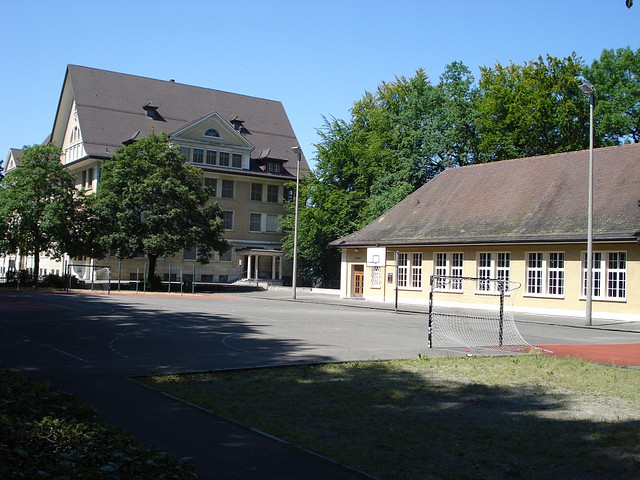
Das von 1910 bis 1912 erbaute Schulhaus Heiligberg mit Turnhalle

Mit der breiteren Überbauung begann die Gesellschaft zur Erstellung billiger Wohnungen, die 1860 bis 1870 12 Wohnblocks errichten liess. Die ersten Reiheineinfamilienhäuser an der Heiligbergstrasse entstanden im Jahr 1893. Die weitere Erschliessung begann mit dem Bau der Unteren Vogelsangstrasse zwischen dem Reitweg und der Lagerhausstrasse, deren Projektierung im Jahr 1890 begann. Die 1891 erbauten Reihenhäuser an der Unteren Vogelsangstrasse 133–161 bildeten die erste Siedlung an der neu erbauten Ausfallsachse. 1894 wurde mit dem Nachbarverein Breite im neu entstehenden Quartier auch ein Quartierverein gegründet, der 1898 zum Quartierverein Breite-Vogelsang erweitert wurde. 1912 wurde das Schulhaus Heiligberg eröffnet.
Ein weiterer Schritt zur Erschliessung des Heiligbergs war der Bau der Breitestrasse zwischen der heutigen Busstation Breite und der Storchenbrücke im Jahr 1921. Zusammen mit dem Bau der Breitestrasse entstand die Siedlung Jonas-Furrer-Strasse südlich der Breitestrasse. Zu jener Zeit war ein Grossteil des Gebiets abseits von Teilen der Unteren Vogelsang bis auf vereinzelte Villen noch unbebaut; dies im Gegensatz zu den restlichen Quartieren Tössfeld, Brühlberg und Lind rund um das Stadtzentrum, die in den 1920er-Jahren bereits weitgehend überbaut waren. Einzig das gegen Mattenbach liegende Flurgebiet Wildbach, insbesondere entlang der Wildbachstrasse, war damals bereits weitgehend überbaut.
Verkehrstechnisch wurde das in den nächsten Jahrzehnten langsam wachsende Quartier ab Dezember 1933 durch einen privaten Autobusbetrieb in die Breite erschlossen. Die Linie wurde am 4. Dezember 1960 von Stadtbus Winterthur übernommen, welche sie bis 1990 mit Trolleybussen betrieb und mit dem Umbau der Storchenbrücke auf Autobusbetrieb umstellte.

## Kultur und Freizeit

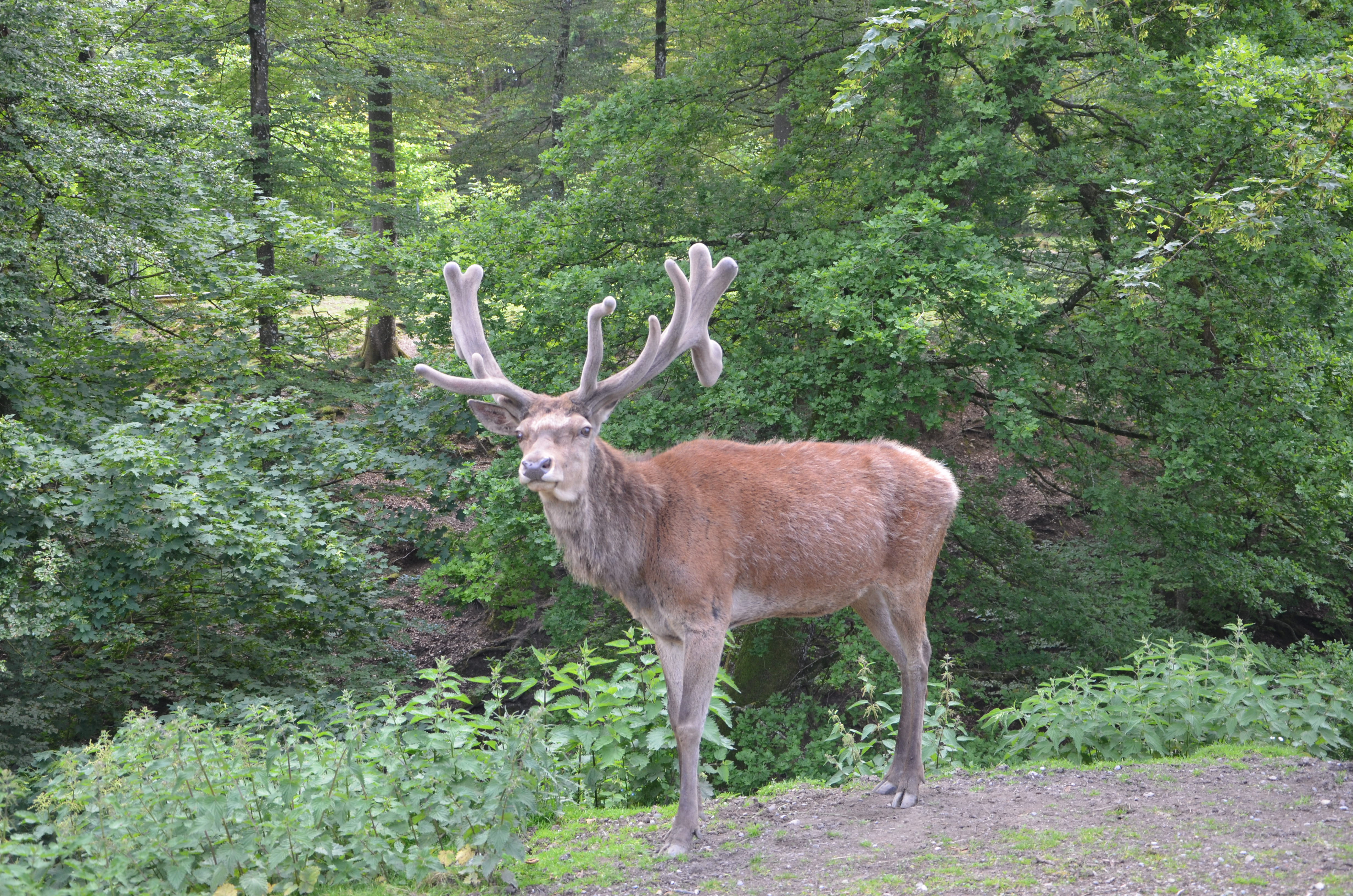
Rothirsch im Wildpark Bruderhaus

Als Naherholungsgebiet bietet sich der im Süden Heiligbergs liegende Eschenberg an, insbesondere auch mit dem Wildpark Bruderhaus, der sowohl mit dem Bus als auch zu Fuss von der Breite her erreichbar ist. Zum Quartiergebiet gehört auch der klar gegen Töss orientierte Reitplatz. Näher am Stadtzentrum gibt es zwei öffentliche Parkanlagen: den Frohbergpark bei der Unteren Vogelsangstrasse und den Rosengarten mit über 300 verschiedenen Rosensorten neben dem Schulhaus Heiligberg mit einer Aussicht über die Winterthurer Altstadt. Nahe der Bushaltestelle Breite gibt es zudem eine Minigolfanlage.
Da die Quartiergrenze entlang der Technikumstrasse verläuft, gehört auch das Ausgehviertel Winterthurs mit dem Salzhaus, Kornhaus, «Bolero» und dem «Zimmer 31» zum Quartiergebiet.

## Verkehrsanbindung
Am nördlichen Ende, wo das Quartier über die Technikumstrasse unmittelbar an die Altstadt und den Hauptbahnhof grenzt, ist die Verkehrsanbindung über den öffentlichen Verkehr sichergestellt. Ansonsten bilden die Untere Vogelsangstrasse und vor allem die Breitestrasse (eine Verbindungsachse zwischen Töss und Mattenbach) die wichtigsten Erschliessungsachsen für das Quartier. Durch das Wildbachquartier führen zudem die Wildbachstrasse und die Büelrainstrasse. Die Turmhaldenstrasse bietet zudem Fussgängern einen direkten Weg von der Breite ins Stadtzentrum.
Als Hauptlinie wird das Quartier durch die Buslinie 4 (HB – Breite – HB) von Stadtbus Winterthur über die Untere Vogelsang- und die Breitestrasse erschlossen. Entlang der Unteren Vogelsangstrasse fährt ebenfalls die Regionalbuslinie 660 (HB – Brütten – Nürensdorf, Chrüzstrass – Bassersdorf). In den Sommermonaten fährt zudem an den schulfreien Mittwochnachmittagen sowie an den Wochenenden die Linie 12 (HB – Bruderhaus), die den Wildpark Bruderhaus erschliesst. Es verkehren abgesehen von der N66 (Winterthur – Brütten – Nürensdorf – Bassersdorf – Nürensdorf – Brütten) entlang der Unteren Vogelsangstrasse keine Nachtbuslinien auf die Breite.